# Peggy Glanville-Hicks

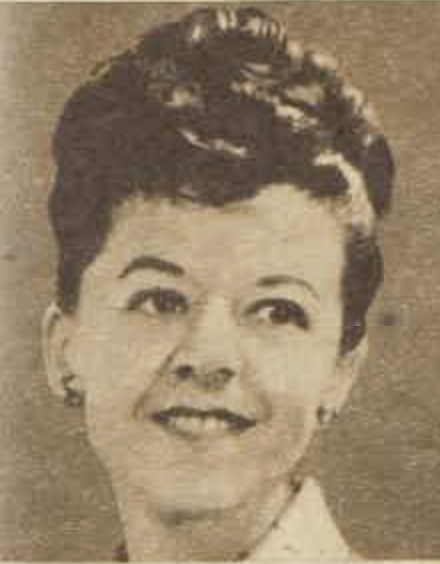
Peggy Glanville-Hicks, 1948

Peggy Winsome Glanville-Hicks (* 29. Dezember 1912 in Melbourne; † 25. Juni 1990 in Darlinghurst, Sydney) war eine australische Komponistin.

## Leben und Wirken
Nach Kompositionsstudien beim Dirigenten des Melbourne Symphony Orchestra Fritz Hart wechselte Glanville-Hicks ans  Royal College of Music in London, wo sie Komposition bei Ralph Vaughan Williams, Klavier bei Arthur Benjamin und Dirigieren bei Malcolm Sargent studierte. 1936/37 ergänzte sie ihre Ausbildung bei Nadia Boulanger in Paris und bei Egon Wellesz in Wien. 1941 übersiedelte sie in die USA, wo sie als Musikkritikerin, Generalsekretärin und – von 1950 bis 1960 – Direktorin des Composer´s Forum der Columbia University wirkte. Außerdem war sie Mitglied des Sekretariats des International Music Fund der UNESCO. 1975/76 kehrte sie nach Australien zurück.
Glanville-Hicks komponierte fünf Opern und acht Ballette, eine Sinfonie, eine Sinfonietta, ein Flöten-, ein Bratschen- und ein Klavierkonzert, zahlreiche kammermusikalische Werke, Chormusik, Lieder, Liederzyklen und Filmmusiken.

## Werke
- Rest für Singstimme und Klavier, 1931
- Frolic für Singstimme und Klavier, 1931
- Come sleep für Singstimme und Klavier, 1931
- Caedmon, Oper, 1933
- Choral Suite für Frauenchor und Streicher, 1937
- Sonatina für Blockflöte und Klavier, 1938
- Five Songs für Singstimme und Klavier, 1944
- Profiles from China für Singstimme und Klavier, 1947
- 13 ways of looking at a blackbird für Singstimme und Klavier, 1947
- Concertino da camera für Flöte, Klarinette, Fagott und Klavier, 1948
- Thomsoniana für Sopran und Kammerensemble, 1949
- Pastoral für Frauenchor mit Begleitung, 1951
- Sonata für Harfe, 1951
- Sonata für Klavier und Schlagzeug, 1951
- Letters from Morocco für Tenor und Kammerorchester, 1952
- Three Gymnopedies für Streichorchester, 1953
- Sinfonia da Pacifica für Orchester, 1953
- The Transposed Heads. A Legend of India, Oper nach der Erzählung Die vertauschten Köpfe von Thomas Mann, 1953
- Etruscan Concerto für Klavier und Kammerorchester, 1954
  - Fassung für zwei Klaviere, 1954
- Concertino antico für Harfe, zwei Violinen, Viola und Violoncello, 1954
- Concerto Romantico für Viola und Orchester, 1956
- The Glittering Gate, Oper, 1956
- Musica antiqua Nr. 1 für zwei Flöten, Pauken, Marimba, zwei Schlagzeuger und Harfe, 1957
- Prelude for a pensive pupil für Klavier, 1958
- The Masque of the Wild Man, Ballett, 1958
- Saul and the Witch of Endor, Fernsehballett, 1959
- Nausicaa, Oper, 1960
- Tragic Celebration (Jephtha's Daughter), Ballett, 1964
- Meditation für Orchester, 1965
- Sappho, Oper, 1965
- Girondelle for giraffes für  Flöte, Posaune, Trommel, Schlagzeug und Kontrabass, 1978